# Kym Sims
Kym Sims (eigentlich Kimberly Russell, * 23. August 1966 in Chicago, Illinois) ist eine amerikanische House- und Popsängerin, die in den 1990er Jahren einige Dance-Hits hatte. Die 1991er Single Too Blind to See It ist ihr größter kommerzieller Erfolg.

## Biografie
Zu Beginn ihrer musikalischen Karriere sang Kimberly Russell vor allem Werbejingles. Der erste House-Track, auf dem sie zu hören war, ist Love Me Right von Conception aus dem Jahr 1988. Knapp drei Jahre danach wurde sie vom Chicagoer House-Produzenten Steve „Silk“ Hurley, der u. a. durch seinen 1987er Hit Jack Your Body international bekannt wurde, entdeckt.
Als House-Musik durch Lieder wie Crystal Waters’ Gypsy Woman und Ce Ce Penistons Finally sehr populär war, nahm Hurley mit Sims den Dance-Hit Too Blind to See It auf, der Platz 1 der Hot Dance Music/Maxi-Singles Sales wurde, Platz 38 der Billboard Hot 100 erreichte und sogar auf Platz 5 der UK-Charts stieg.
Die Nachfolgesingle Take My Advice platzierte sich im Frühjahr 1992 auf Position 9 der Billboard Hot Dance Music/Maxi-Singles Sales sowie auf Platz 86 der US-Charts und auf Platz 13 in England. Das Album Too Blind to See It stieg im April des Jahres auf Platz 39 der UK-Charts. Die Auskopplung A Little Bit More schaffte es im Juni auf Platz 30 im Vereinigten Königreich.
Das 1994 erschienene Lied I Must Be Free platzierte sich 1995 auf Position 5 der Dance Music/Club Play Singles. Ein letztes Mal gelang Sims 1996 der kurzzeitige Einstieg in die englische Hitparade, als ihre Single We Gotta Love, die auch Platz 9 der Dance Music/Club Play Singles war, dort eine Woche auf Platz 58 stand. Weitere Erfolge blieben aus.

## Diskografie

### Album
| Jahr | Titel               | Höchstplatzierung, Gesamtwochen, AuszeichnungChartplatzierungen (Jahr, Titel, Platzierungen, Wochen, Auszeichnungen, Anmerkungen) | Höchstplatzierung, Gesamtwochen, AuszeichnungChartplatzierungen (Jahr, Titel, Platzierungen, Wochen, Auszeichnungen, Anmerkungen) | Anmerkungen                    |
| Jahr | Titel               | UK | US | Anmerkungen                    |
| ---- | ------------------- | --- | --- | ------------------------------ |
| 1992 | Too Blind to See It | UK39 (2 Wo.)UK | — | Produzent: Steve „Silk“ Hurley |

### Singles
| Jahr | Titel Album                           | Höchstplatzierung, Gesamtwochen, AuszeichnungChartplatzierungen (Jahr, Titel, Album, Platzierungen, Wochen, Auszeichnungen, Anmerkungen) | Höchstplatzierung, Gesamtwochen, AuszeichnungChartplatzierungen (Jahr, Titel, Album, Platzierungen, Wochen, Auszeichnungen, Anmerkungen) | Anmerkungen                                                                  |
| Jahr | Titel Album                           | UK | US | Anmerkungen                                                                  |
| ---- | ------------------------------------- | --- | --- | ---------------------------------------------------------------------------- |
| 1991 | Too Blind to See It                   | UK5 Silber · (12 Wo.)UK | US38 (20 Wo.)US | Autor: Steve „Silk“ Hurley Rap: Frost (aka Jose Rivera)                      |
| 1992 | Take My Advice Too Blind to See It    | UK13 (7 Wo.)UK | US86 (5 Wo.)US | Autoren: Kym Sims, Marc Williams, Steve Hurley, Tonia Hurley                 |
| 1992 | A Little Bit More Too Blind to See It | UK30 (3 Wo.)UK | — | Autoren: Berlanda Drake, Eric Miller, Jeremiah McAllister                    |
| 1994 | I Must Be Free                        | UK76 (1 Wo.)UK | — | Autoren: Nigel Swanston, Tim Cox Produzenten: Band of Gypsies (Swanston/Cox) |
| 1996 | We Gotta Love                         | UK58 (1 Wo.)UK | — | Autoren: Nigel Swanston, Tim Cox Produzenten: Band of Gypsies (Swanston/Cox) |

Weitere Singles
- 1988: Love Me Right (Conception feat. Kim Sims)
- 1992: Shoulda Known Better
- 1997: Keep On Groovin (als Shima, mit One Vision)
- 1999: Just Can’t Get Enough
- 2000: 2 Blind 2 See It